# پیچک تکرارکننده
در مخابرات پیچک تکرارکننده (انگلیسی: Repeating coil) ترانسفورماتور بسامد صدا است که جریان‌های صدا را با استفاده از القای الکترومغناطیسی از سیم‌پیچ اولیه به سیم‌پیچ ثانویه منتقل می‌کند.